# Michal Sáček
Michal Sáček (Hustopeče, 19 settembre 1996) è un calciatore ceco, centrocampista dello Jagiellonia.

## Caratteristiche tecniche
Interno di centrocampo, può giocare anche davanti alla difesa come mediano o sulla linea dei difensori nel ruolo di terzino destro.

## Carriera

### Club
Il 9 giugno 2025 viene acquistato dal Górnik Zabrze.

### Nazionale
Ha giocato nelle nazionali giovanili ceche Under-20 ed Under-21.
Nel 2021 ha giocato una partita con la nazionale maggiore ceca.

## Palmarès

### Club

#### Competizioni nazionali
- Coppa della Repubblica Ceca: 1

Sparta Praga: 2019-2020
- Campionato polacco: 1

Jagiellonia: 2023-2024